# 聖瑪麗鎮區 (明尼蘇達州沃西卡縣)
聖瑪麗鎮區（英語：St. Mary Township）是位於美國明尼蘇達州沃西卡縣的一個行政鎮區。

## 地方資料
聖瑪麗鎮區的面積為92.84平方千米，當中陸地面積為92.66平方千米，而水域面積為0.17平方千米。根據2020年美國人口普查的數據，當地共有人口402人，而人口密度為每平方千米4.33人。